# Settimo Gastaldi
Settimo Gastaldi (Alessandria, 4 dicembre 1910 – Alessandria, 1º marzo 1972) è stato un calciatore italiano, di ruolo centrocampista o attaccante.

## Carriera
Ala, Alessandrino di nascita, cresciuto nel vivaio grigio esordì in Serie A (prima divisione) poco più che diciannovenne il 05-01-1930 nella gara Bologna-Alessandria vinta dai piemontesi 2 a 1.

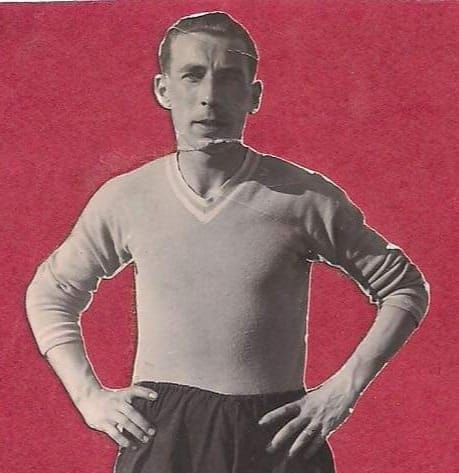
Settimo Gastaldi con la maglia dei "Grigi" alessandrini

È uno dei trenta giocatori ad aver vestito tre casacche su quattro del cosiddetto "Quadrilatero piemontese".
Discreta tecnica, ma soprattutto tenacia ed entusiasmo; è la classica ala della scuola piemontese, capace di abbinare qualità e quantità.
Giocò per vari anni in Serie A (prima divisione) con l'Alessandria, squadra della sua città.
Durante il servizio di leva, svolto a Torino a partire dal novembre 1931, venne tesserato dalla Juventus, nel periodo del quinquennio d'oro, squadra che vinse dal 1930 al 1935 cinque scudetti consecutivi.
Nel 1932 ritorna all'Alessandria ma deve scontrarsi con una dura concorrenza in attacco, Cattaneo, Notti  sono alcuni dei suoi compagni di reparto in quegli anni.
Non si scoraggia e torna a ritagliarsi un discreto spazio a partire dalla stagione 1933-34, sono 16 le presenze stagionali.
Nelle due stagioni seguenti tra il 1934 e il 1936 fornisce il meglio di sé, dando un ottimo contributo alla squadra, 44 presenze e 9 reti al fianco dei compagni di reparto Renato Cattaneo prima e Giovanni Riccardi dopo.
In totale con la maglia dell'Alessandria sono 77 le presenze e 11 le reti, una ventina invece, sono le presenze nella squadra riserve.
Nell'estate del 1936 viene ceduto alla Pro Vercelli, 23 le presenze e 3 i sigilli.
Nella stagione successiva, 1937-38 veste la maglia del Messina in serie B, 19 presenze e 3 reti.
Torna in Piemonte nella A.S. Casale nella stagione 1938-39, con sole 5 presenze.
Dopo un anno di inattività a causa di un grave infortunio arriva la fase conclusiva della sua carriera.
Decide di emigrare all'estero, in Croazia, più precisamente nella squadra del O.K. Ogulin, che lo tessera per tre stagioni, dal 1940 al 1943.